# Dubowe (sielsowiet Parafianowo)
Dubowe – dawny folwark. Tereny na których leżał znajdują się obecnie na Białorusi, w obwodzie witebskim, w rejonie dokszyckim, w sielsowiecie Parafianowo.

## Historia
W czasach zaborów w guberni wileńskiej Imperium Rosyjskiego.
W dwudziestoleciu międzywojennym folwark leżał w Polsce, w województwie wileńskim, w powiecie duniłowickim, od 1926 w powiecie dziśnieńskim, w gminie Parafianów.
Według Powszechnego Spisu Ludności z 1921 roku zamieszkiwało tu 8 osób, 1 była wyznania rzymskokatolickiego a 7 prawosławnego. Jednocześnie wszyscy mieszkańcy zadeklarowali polską przynależność narodową. Był tu 1 budynek mieszkalny. W 1931 w 1 domu zamieszkiwało 7 osób.
Wierni należeli do parafii rzymskokatolickiej w Parafianowie. Miejscowość podlegała pod Sąd Grodzki w Dokszycach i Okręgowy w Wilnie; właściwy urząd pocztowy mieścił się w Parafianowie.